# Olivier Le Gac
Olivier Le Gac (Brest, 27 agosto 1993) è un ciclista su strada francese che corre per il team Groupama-FDJ; è professionista dal 2014.

## Palmarès

### Strada
- 2010 (Juniores)

1ª tappa Grand Prix Général Patton (Ettelbruck > Troisvierges)
Classifica generale Grand Prix Général Patton
Campionati del mondo, prova in linea Juniores
- 2011 (Juniores)

2ª tappa Trophée Centre Morbihan (Réguiny > Naizin, cronometro)
- 2018 (Groupama-FDJ, una vittoria)

6ª tappa Quatre Jours de Dunkerque (Coulogne > Dunkerque)

#### Altri successi
- 2010 (Juniores)

Classifica giovani Le Trophée Centre Morbihan
Classifica a punti Grand Prix Général Patton

## Piazzamenti

### Grandi Giri
- Giro d'Italia

2016: 133º
2019: 112º
2024: 133º
- Tour de France

2017: 158º
2018: 127º
2022: 87º
2023: 131º
- Vuelta a España

2015: 120º
2020: 68º
2021: 76º

### Classiche monumento
- Milano-Sanremo

2018: 138º
2019: 147º
- Giro delle Fiandre

2016: 97º
2017: 70º
2018: 78º
2019: 64º
2021: 64º
2022: 31º
2023: 60º
2024: 80°
2025: 102º
- Parigi-Roubaix

2016: ritirato
2017: 58º
2018: ritirato
2019: 65º
2021: ritirato
2022: 28º
2023: 57º
- Liegi-Bastogne-Liegi

2015: ritirato

### Competizioni mondiali
- Campionati del mondo

Offida 2010 - In linea Junior: vincitore
Copenaghen 2011 - In linea Junior: 44º
Limburgo 2012 - In linea Under-23: ritirato
Toscana 2013 - In linea Under-23: ritirato
Bergen 2017 - In linea Elite: 122º
Glasgow 2023 - In linea Elite: ritirato

### Competizioni continentali
- Campionati europei

Ankara 2010 - Cronometro Junior: 16º
Ankara 2010 - In linea Junior: 20º
Offida 2011 - Cronometro Junior: 7º
Offida 2011 - In linea Junior: 2º
Brno 2013 - In linea Under-23: 6º
Alkmaar 2019 - In linea Elite: ritirato
Plouay 2020 - In linea Elite: 42º